# Antoine Perrenot de Granvelle
Antoine Perrenot de Granvelle [gʁɑ̃vɛl],  né le 20 août 1517 à Besançon et mort le 21 septembre 1586 à Madrid, est un prélat bourguignon, évêque d'Arras puis archevêque de Malines et cardinal, un diplomate et un homme d'État au service de Charles Quint, puis de son fils, Philippe II.
Membre du Conseil d'État des Pays-Bas, il est un des principaux conseillers de la Marguerite de Parme, gouvernante des Pays-Bas, de 1559 à 1564, puis vice-roi de Naples et président du conseil suprême d'Italie et de Castille.

## Biographie

### Origines familiales et formation
Il est le fils de Nicolas Perrenot de Granvelle (1486-1550), proche conseiller de l'empereur Charles Quint, puis garde des Sceaux du Saint-Empire romain germanique, et de Nicole Bonvalot, fille de Jacques Bonvalot, seigneur de Champagney, gouverneur de la ville de Besançon, chevalier de l'Éperon d'or, et de Marguerite Merceret.
Enfant, Antoine de Granvelle a comme précepteur le philologue Hugues Babet. Il étudie ensuite le droit à l'université de Padoue, puis la théologie à l'université de Louvain.

### Carrière dans l'Église (1529-1560)
Chanoine et protonotaire apostolique de Besançon en 1529, alors qu'il n'a que 12 ans, il devient archidiacre de Gray en 1531, à l'âge de 14 ans, puis doyen d'Arbois, l'année suivante. Il est nommé en 1534 premier secrétaire de l'empereur et en 1535, prévôt d'Utrecht, abbé de Balerne en 1537 et coadjuteur du prieuré de Mouthier-Haute-Pierre en 1538 avant de devenir chanoine à Gand.
Au mois de novembre 1538, âgé seulement de vingt-trois ans, il est nommé évêque d’Arras grâce à une dispense. Il est fait chanoine de la cathédrale Notre-Dame-et-Saint-Lambert de Liège le 9 juin 1540. En qualité d'évêque d'Arras, il participe au Concile de Trente, où il s'exprime le 8 janvier 1543.

### Carrière politique sous Charles Quint (1547-1555)
Grâce à l'influence de son père, il se vit confier plusieurs missions politiques, qui lui permirent de développer des compétences diplomatiques, tout en le familiarisant avec les grands courants de la politique européenne. 
Il prend part aux négociations de paix qui suivirent la défaite des princes protestants de la Ligue de Smalkalde (bataille de Muehlberg en 1547).
En 1550, il succéda à son père en tant que secrétaire d'État ; à ce poste, il conseilla Charles Quint au cours de la guerre contre Maurice de Saxe, il l'accompagna lors de la fuite d'Innsbruck, et il réussit à obtenir la paix de Passau (août 1552).
L'année suivante, il arrangea les détails du mariage de Marie Ie d'Angleterre et de Philippe II d'Espagne, à qui il offrit ses services en 1555, l'année de l'abdication de l'empereur.

### Carrière sous Philippe II aux Pays-Bas (1556-1564)

#### Conseiller de Philippe II (1557-1559)
À la fin de la onzième guerre d'Italie, après la victoire de Saint-Quentin (1557), Philippe II fait de Granvelle un des émissaires chargés de négocier avec la France les traités du Cateau-Cambrésis, signés en avril 1559.

#### Principal conseiller de la gouvernante Marguerite de Parme
Lorsque, quelques mois plus tard, Philippe quitte les Pays-Bas, où il ne reviendra jamais, Granvelle est nommé principal conseiller de la « gouvernante et régente » (gouverneur général) Marguerite de Parme, demi-sœur du roi, qui remplace Emmanuel-Philibert de Savoie. Granvelle est assisté par deux fidèles de Philippe II, Viglius van Aytta et Charles de Berlaymont, originaires, respectivement de Frise et du Hainaut.
Ils sont notamment chargés d'appliquer et de faire appliquer la politique religieuse de Philippe II, radicalement hostile au protestantisme. Ils vont de ce fait se heurter, dans le cadre du Conseil d'État à trois nobles de haut rang qui ont servi dans les armées de Charles puis de Philippe, mais qui, bien que catholiques, sont tolérants en matière religieuse : le prince Guillaume d'Orange et les comtes Lamoral d'Egmont et Philippe de Montmorency, comte de Hornes, qui tous trois veulent aussi préserver les libertés provinciales et urbaines, mises à mal par la politique de centralisation menée depuis les années 1520.

#### Cardinal et archevêque de Malines (1561)
Une étape importante de cette centralisation est la réforme des diocèses, instituée par la bulle Super Universas (1559) : aux six diocèses traditionnels (suffragants de Cologne ou de Reims) sont substitués dix-huit diocèses correspondant plus ou moins aux dix-sept provinces, dont trois archidiocèses : Malines (siège primatial), Cambrai et Utrecht. Cette réforme, bien que favorable à l'idée d'un État spécifique, n'est pas très bien vue, parce qu'elle signifie un renforcement du contrôle de l'orthodoxie religieuse (chaque diocèse étant doté d'un tribunal d'inquisition).
Granvelle profite personnellement de cette réforme, puisqu'il devient archevêque de Malines le 10 mars 1561 ; vers la même époque, il est fait cardinal (avec le titre cardinalice de San Silvestro in Capite).

#### Les tensions politiques et la chute de Granvelle (1562-1564)
Les années 1562-1563 sont marquées par l'aggravation des tensions au sein du Conseil d'État, où les trois nobles de l'opposition finissent par menacer de démissionner, ce qui amènerait certainement des troubles dans le pays. Ils bénéficient d'un certain soutien de la gouvernante qui se rend compte que la répression à outrance du protestantisme (comme en Espagne) n'est pas la meilleure solution aux Pays-Bas.
En mars 1564, Philippe II fait une concession importante : Granvelle est révoqué de ses fonctions politiques aux Pays-Bas et doit se retirer dans son pays d'origine, le comté de Bourgogne. Il conserve malgré cela la fonction d'archevêque de Malines.

### Carrière de 1564 à 1586

#### Semi-retraite (1564-1570)
Les six années qui suivent sont paisibles, marquées seulement par une visite personnelle qu'il fait à Rome en 1565.
Il impose à son frère Charles, abbé commendataire de l'abbaye Notre-Dame de Faverney (actuelle Haute-Saône), les décisions du concile de Trente visant à une amélioration du fonctionnement de l'Église catholique, l'obligeant à résider effectivement dans son abbaye et répondant négativement aux demandes qu'il lui adresse à Baudoncourt, les 29 et 31 octobre 1564, pour résigner son titre abbatial au profit de leur neveu Antoine d'Achey.

#### Retour au service de Philippe II
En 1570, Granvelle est chargé d'une mission diplomatique à Rome : négocier une alliance entre les États pontificaux, la république de Venise et la couronne d'Espagne contre l'Empire ottoman, alliance conclue le 25 mai 1571 et dont le résultat est la victoire navale de Lépante (octobre 1571). 

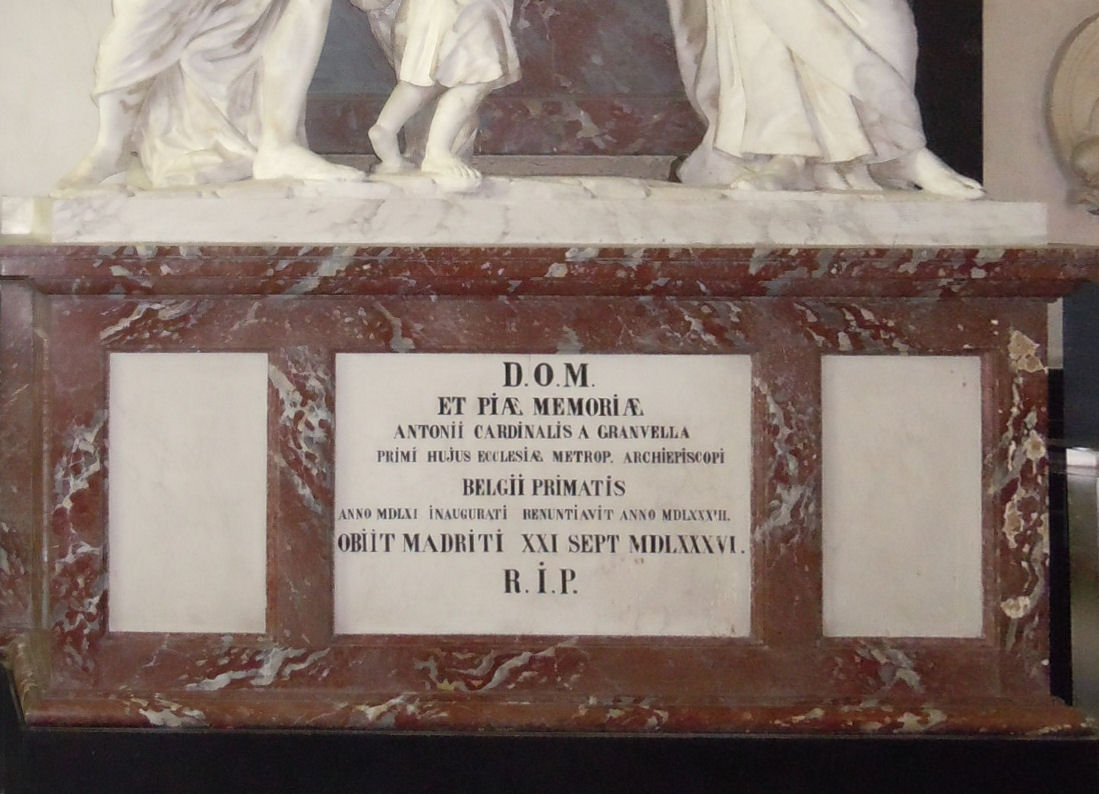
Tombeau à Malines.

La même année, il est nommé vice-roi de Naples, poste difficile et dangereux, qu'il occupe pendant cinq ans avec habileté.
Philippe II le rappelle en 1575 à Madrid, pour qu'il préside le conseil des affaires d'Italie.
En 1580, il conduit les négociations en vue de l'union des couronnes d'Espagne et de Portugal, et en 1584, celles du mariage de l'infante Catherine avec Charles-Emmanuel Ier de Savoie, un échec pour la France.
Ces succès lui valent d'être nommé archevêque de Besançon en novembre 1584. Mais, frappé de paralysie, il ne peut pas être intronisé.

### Mort et inhumation
Il meurt à Madrid le 21 septembre 1586.
Son corps est transporté à Besançon et inhumé, comme celui de son père Nicolas Perrenot de Granvelle, dans le caveau de la chapelle familiale de l'église des Carmes, voisine du palais Granvelle.

## Descendance
Il laisse trois enfants naturels, deux filles et puis un garçon : 
- Catherine, épouse de Jean Cools qui fut secrétaire du Conseil de Brabant. Ceux-ci furent les parents de Jean Antoine Cools, secrétaire du même Conseil et poète mort en 1629. Catherine mourut à Bruxelles le 18 avril 1633. Son petit-fils Jean Cools fut admis aux Lignages de Bruxelles, au Coudenbergh, et fut échevin, bourgmestre de Bruxelles, trésorier de la ville et doyen de la gilde drapière.
- Marie, morte le 9 février 1600, épouse de Jean van Eesbeke dit Vander Haeghen, châtelain de Tervueren, et mort le 18 mars 1616.
- Jean-Gilbert de Granvelle[12], docteur en les deux droits, qui fut légitimé en mars 1590, devint gentilhomme de la maison de l'archiduc Albert. Il avait épousé Catherine Gramaye, la demi-sœur de l'historiographe Jean-Baptiste Gramaye. Cette dernière mourut le 29 décembre 1623 et son épitaphe subsistait toujours en 1950 à l'église Notre-Dame au Sablon. D'après Jules Chifflet[13], de ce mariage serait né N*** de Granvelle, demeurant en Brabant, où il procréa deux filles mariées à de petites gens. Jean-Gilbert aurait également eu comme fils bâtard un certain François Philippe de Granvelle, qui sera plus tard le secrétaire[14] du grand stratège militaire Jean t'Serclaes de Tilly.

La mère des deux filles serait Marguerite de Tassis, qui pourrait être née à Malines vers 1520, morte à Bruxelles le 10 juillet 1590, fille légitime de Jean-Baptiste de Tassis, seigneur d'Hemixem du chef de sa femme, maître des postes impériales, mort à Ratisbonne en 1541, et de Christine de Wachtendonck, morte à Bruxelles en 1561. Marguerite de Tassis épousa très jeune Charles Boisot, J. U. D., conseiller au Grand Conseil (1531), conseiller aux Conseils d'Etat et privé (1538), né à Bruxelles en 1502, mort à Ratisbonne en 1546, fils de Didier, trésorier de Marguerite d'Autriche, et de Jehanne Salomon.
La mère du garçon serait la bella Simona, Anne Cymon ou Simoen, héritière de Diepenstein, que Louis de Nassau, dans une lettre à Guillaume de Hesse (vers 1562-1564), représente comme l'amie de Granvelle à la fin de son séjour aux Pays-Bas. Anne Cymon ou Simoen,  serait née à Anvers vers 1540, morte à Malines en 1614, était la fille de Dominique Cymon ou Simoen et de Claire d'Almaras. Elle épousa à Malines en 1568, soit quatre ans après le départ de Granvelle, Philippe van der Linden, seigneur de Marneffe, grand forestier de Brabant, mort en 1570, et en secondes noces Jean van der Laen, communemaître de Malines, mort en 1633.

## Le mécène et le collectionneur
Granvelle fit construire après 1551 un palais à Bruxelles, le palais Granvelle, premier exemple de la Renaissance romaine dans les anciens Pays-Bas. On y perçoit notamment l'influence du palais Farnèse.
Granvelle avait une collection d'art célèbre, qui a en partie comporté les artistes préférés des Habsbourg, tels que Titien et Leone Leoni, mais aussi un certain nombre de travaux de Pieter Brueghel l'Ancien, ainsi qu'une collection significative héritée de son père.
L'ami de Brueghel, le sculpteur Jacques Jonghelinck (le frère du plus grand mécène de Brueghel) avait un studio au palais de Granvelle à Bruxelles.
Tandis qu'aux Pays Bas, il rencontra le peintre Antonio Moro et le présenta à la cour de Madrid, il sponsorisa également le sculpteur Giambologna et se chargea de sa première visite en Italie.

À sa mort, sa collection fut héritée par son neveu, sur qui Rodolphe II de Habsbourg, l'empereur autrichien très thésauriseur, fit pression pour lui vendre les plus belles pièces, ce qu'il fit en 1597 contre sa volonté, protestant que le prix offert pour trente-trois œuvres n'était pas assez même pour six, et moins que ce lui avait récemment proposé le cardinal Farnèse pour Le martyre des dix mille d'Albrecht Dürer. Les négociations furent menées par Hans von Aachen.

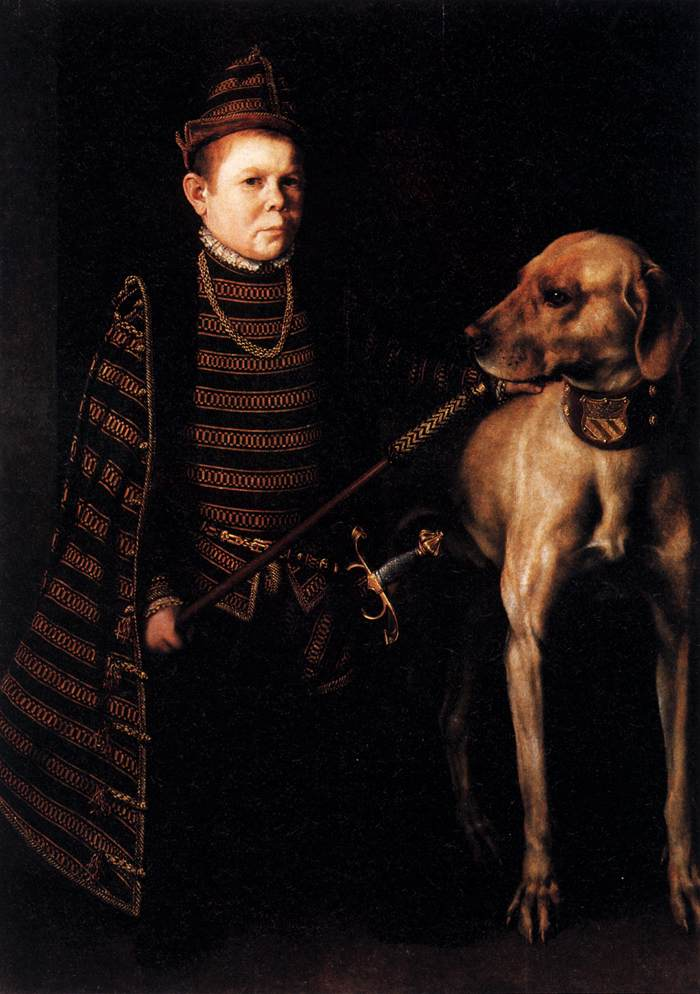
Le Nain du cardinal de Granvelle et son molosse. Portrait par Antonio Moro (musée du Louvre, vers 1560).

La plupart de ces tableaux sont maintenant à Vienne ou à Madrid, y compris la Vénus avec un organe-joueur d'orgue de Titien, la copie de la statue équestre de Marc Aurèle de Giambologna, des tapisseries de Jérôme Bosch et un buste de Charles Quint par Leoni. Le tableau de Bronzino, Déploration sur le Christ mort, offert par Cosme de Médicis à Granvelle, exposé jusqu'à la Révolution dans la chapelle funéraire des Granvelle aux Carmes de Besançon, est, depuis son ouverture, au musée des Beaux-Arts de Besançon.
Bien que Granvelle ait été peint par Titien, par Willem Key, ou par Antonio Moro, il y a plus célèbre que n'importe quel portrait de Granvelle lui-même : le portrait de son nain et de son mastiff par Antonio Moro, qui a peut-être lancé la tradition espagnole des portraits des nains de cour.
Granvelle eut pour secrétaire, pour un temps à Rome, l'humaniste flamand Juste Lipse. Il a également correspondu avec les compositeurs Roland de Lassus et Adrien Willaert.
Il avait une bibliothèque magnifique, dont certains ouvrages sont encore à Besançon, ainsi que ses papiers d'État. Protecteur de l'imprimeur français d'Anvers Christophe Plantin, il lui assura le monopole de la publication des ouvrages de piété pour l'Espagne. Il lui fit aussi publier des ouvrages d'érudition, en particulier des éditions d'auteurs antiques menées à bien par son protégé romain Fulvio Orsini. Grâce à lui, Plantin publia des textes rares et des editiones principes.

## Iconographie

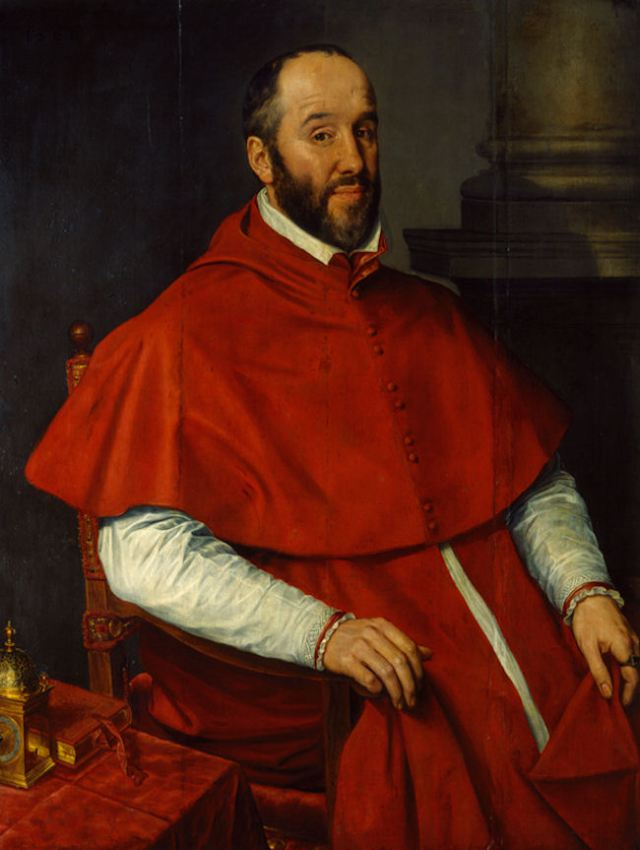
Antoine Perrenot de Granvelle par Willem Key.

- 1548 - par Le Titien, HsT; Dim; H: 113,3 cm x L: 88,27 cm (Kansas city, Nelson Atkins Museum)[19]
- 1549 - par Antonio Moro, portrait à mi-corps ; Huile sur toile (Vienne, Kunsthistorishes Museum)
- 1561 - par Willem Key (114 x 88 cm ; Weimar, Schlossmuseum)
- 1576 - portraits par Scipione Pulzone dit Gaetano, huiles sur cuivre, Londres Courtauld Gallery - 81,7 x 61,6 cm et Besançon Musée du Temps - 73 x 56 cm
- 1650-1700 vers - par Nicolas III de Larmessin, gravure au burin d'après Lambert Suavius (musée de Dole)
- s. d. - Spaensche tirannye in Nederlandt, gravure du soulèvement des Pays-Bas contre la tyrannie espagnole avec dans le médaillon en haut à droite le portrait du Cardinal de Granvelle.
- 1834 - Le Cardinal de Granvelle par Ernest Meissonnier, HsT; Dim; H:32 cm x L: 26 cm, commande de Louis-Philippe pour le (musée du château de Versailles)
- 1835 - Le Cardinal de Granvelle, autre HsT par Albert Gregorius; HsT; Dim; H:69 cm x L: 55 cm pour le musée du château de Versailles)
- 1897 - par Jean Petit, statue en marbre blanc érigée par une donation du bibliothécaire de la ville de Besançon : Charles Weiss. Mise en place en 1898 à Besançon dans la cour du Palais Granvelle, puis déplacée en 1952 à Ornans, rue Édouard Bastide.
- XXe siècle vitrail en Belgique

### Sources et bibliographie
- Sous la direction de Charles Weiss, Papiers d'État du cardinal de Granvelle d'après les manuscrits de la bibliothèque de Besançon, Imprimerie royale puis nationale, Paris tome I, 1841, tome II, 1841, tome III, 1842, tome IV, 1843, tome V, 1844, tome VI, 1846, tome VII, 1849, tome VIII, 1850, tome IX, 1852
- Charles Rahlenbeck, Les subtils moyens par le Cardinal Grandvelle avec ses complices inventez pour instituer l'inquisition, 1866, 40 p. (lire en ligne)
- Edmond Lecesne, Administration du Cardinal de Granvelle dans les Pays-Bas, Arras : Impr. A. Courtin, 1869 (lire en ligne)
- Prosper Levesque, Mémoires pour servir à l'histoire du cardinal de Granvelle, G. Desprez, 1753 (lire en ligne)
- Luc Courchetet d'Esnans, Histoire du cardinal de Granvelle, Paris, Les Éd. du Sékoya, 1761 (ISBN 978-2-84751-015-7, BNF 39065785)
- Maurice Van Durme, El cardenal Granvela (1517-1586), Madrid, 2000 (1re éd. en 1967).